# 톈산밭쥐
톈산밭쥐(학명 : Microtus ilaeus)는 밭쥐속에 속하는 설치류의 일종이다. 아프가니스탄과 카자흐스탄, 키르기스탄, 타지키스탄, 투르크메니스탄에서 발견된다. 숲과 관목 지대, 초원에서 서식한다.